# Rudolph A. Marcus
Rudolph "Rudy" Arthur Marcus sinh ngày 21.7.1923 tại Montréal, Quebec, Canada là nhà hóa học người Mỹ gốc Canada đã đoạt giải Nobel Hóa học năm 1992 cho lý thuyết của ông về việc chuyển electron cũng gọi là lý thuyết Marcus.

## Cuộc đời và Sự nghiệp
Ông sinh tại Montréal, Quebec, Canada. Ông học ở Đại học McGill, đậu bằng cử nhân khoa học năm 1943 và bằng tiến sĩ năm 1946. Sau đó ông sang Mỹ làm việc ở Đại học North Carolina tại Chapel Hill 2 năm, rồi Học viện Công nghệ của Đại học New York và được phong chức giáo sư năm 1958. Cùng năm, ông nhập quốc tịch Mỹ. Năm 1964 ông chuyển sang Đại học Illinois, rồi sang làm việc ở Đại học Oxford (Anh) 1 năm. Trở về Mỹ ông làm giáo sư ở Học viện Công nghệ California và là viện sĩ Viện Hàn lâm Khoa học Phân tử Lượng tử quốc tế (International Academy of Quantum Molecular Science).

## Công trình nghiên cứu
Lý thuyết Marcus mô tả tốc độ chuyển điện tử trong một phản ứng, tốc độ trong đó một electron được chuyển từ một nguyên tử hay một phân tử này sang một nguyên tử hay một phân tử khác. Lý thuyết này được sử dụng để mô tả một số lớn quá trình hóa học và sinh học, nhất là liên quan tới quá trình quang hợp, sự ăn mòn, một số loại chemiluminescence và việc tách điện tích trong một số loại pin mặt trời.

## Giải thưởng và Vinh dự
- Viện sĩ Viện Hàn lâm Khoa học quốc gia Hoa Kỳ (1970)
- Viện sĩ Viện Hàn lâm Khoa học và Nghệ thuật Hoa Kỳ (1973)
- Hội viên nước ngoài của Royal Society (Hội Khoa học Hoàng gia London) (1987)
- Hội viên Hội Triết học Hoa Kỳ (1990)
- Hội viên Royal Society of Canada (1993)
- Viện sĩ nước ngoài Viện Hàn lâm Khoa học Trung quốc (1998)
- Giải Hóa học Anne Molson (Đại học McGill, 1943)
- Giải Irving Langmuir (Hội Hóa học Hoa Kỳ, 1978)[4]
- Huy chương Robinson (Royal Society of Chemistry, 1982)[5]
- Huy chương Chandler của Đại học Columbia (1983)
- Giải Wolf về Hóa học (1985)[6]
- Giải Peter Debye (Hội Hóa học Hoa Kỳ, 1988)[7]
- Giải Willard Gibbs (1988)
- Huy chương kỷ niệm bách chu niên (Royal Society of Chemistry, 1988)[8]
- Huy chương Khoa học quốc gia (1989)[9]
- Giải Theodore William Richards (Hội Hóa học Hoa Kỳ, 1990)[10]
- Giải William Lloyd Evans (Đại học bang Ohio, 1990)[11]
- Huy chương Pauling (Hội Hóa học Hoa Kỳ, 1991)
- Giải Remsen (Hội Hóa học Hoa Kỳ, 1991)
- Giải Edgar Fahs Smith (Hội Hóa học Hoa Kỳ, 1991)[12]
- Giải Nobel Hóa học (1992)
- Giải Hóa học Hirschfelder (1993)[13]
- Huy chương Lavoisier (Hội Hóa học Pháp, 1994)
- Giải Hóa học lý thuyết (Hội Hóa học Hoa Kỳ, 1997)[14]